# Тургайський степ

Район Тургайського степу

Турга́йський степ (Киргизький степ) — степ, що простягається між Уралом і Аральським морем. Нині територія північного Казахстану й російського степового Уралу та степового західного Сибіру.

## Назва
У XVIII-початку XIX століття територія Тургайського степу: трикутник між Іртишем, Оренбургом і гирлом Сирдар’ї також називався Киргизьким степом.

## Природа
У Тургайському степу проживає дрофа  та сайгаки.

## Цікаво
Гігантські візерунки виявили в Казахстані в районі Костанаю. З космосу видно, що пагорби в казахських степах утворюють собою величезний напис. Найвідоміший серед цих об'єктів — уштогайський квадрат, він утворюється за допомогою 101 пагорба. Його периметр становить 1148 метрів. Діаметр іншого рисунка (Тургайської свастики) досягає 94 метрів. Всього в казахських степах виявлено 7 варіантів візерунків. Свіжою знахідкою вчених став гігантський тетрагон. Одна з його сторін має протяжність в 171 метр, а інша - 137 метрів .

## Історія
- 1918 до Тургайського степу пішов витіснений більшовиками з Оренбурга отаман Дутов.